# کالین وبستر
کالین وبستر (انگلیسی: Colin Webster; ۱۷ ژوئیهٔ ۱۹۳۲ – ۱ مارس ۲۰۰۱) بازیکن فوتبال اهل ولز بود.
از باشگاه‌هایی که در آن بازی کرده‌است می‌توان به باشگاه فوتبال سوانزی سیتی، باشگاه فوتبال کاردیف سیتی، باشگاه فوتبال ووستر سیتی، باشگاه فوتبال نیوپورت کانتی، و باشگاه فوتبال منچستر یونایتد اشاره کرد.
وی همچنین در تیم ملی فوتبال ولز بازی کرده‌است.